# Свен Нюквіст
Свен Ві́льгем Ню́квіст (швед. Sven Vilhem Nykvist; 3 грудня 1922, Мугеда, Крунуберг, Швеція — 20 вересня 2006, Стокгольм, Швеція) — шведський кінооператор та режисер, володар багатьох кінематографічних премій, у тому числі двох «Оскарів» за найкращу операторську роботу (1973 і 1983). Найбільш відомий своєю багаторічною співпрацею з режисером Інгмаром Бергманом.

## Життєпис
Будучи сином лютеранських місіонерів у Африці, виховувався родичами. Захоплювався спортом. Його батько, фотограф-аматор, зацікавив його візуальними мистецтвами, і Свен уперше узяв до рук кінокамеру, щоб зняти свої стрибки у висоту і краще відпрацювати техніку.
Після року навчання у Стокгольмській муніципальній школі фотографії включився в кіновиробництво як помічник оператора. У 1943—1945 роках працював на римській студії Cinecittà. У 1953 році почалася його співпраця з Інгмаром Бергманом.
За 55 років операторської праці зняв понад 120 фільмів. Більш відомий своїми роботами у фільмах Бергмана, яких він, — рахуючи телевізійні і документальні — зняв понад двадцять; а також плідною співпрацею з Вуді Алленом — 4 фільми.

## Вибіркова фільмографія

### Фільми Бергмана
- 1953 — Вечір блазнів / Gycklarnas afton
- 1960 — Дівоче джерело / Jungfrukällan
- 1961 — Крізь тьмяне скло / Såsom i en spegel
- 1962 — Причастя / Nattvardsgästerna
- 1963 — Мовчання / Tystnaden
- 1966 — Персона / Persona
- 1968 — Час вовка / Vargtimmen
- 1968 — Сором / Skammen
- 1969 — Пристрасть / En passion
- 1969 — Ритуал / Riten
- 1971 — Дотик / Beröringen
- 1972 — Шепоти і крики / Viskningar Och Rop
- 1973 — Сцени з подружнього життя / Scener ur ett äktenskap
- 1975 — Чарівна флейта / Trollflöjten
- 1976 — Лицем до лиця / Ansikte Mot Ansikte
- 1977 — Зміїне яйце / Das Schlangenei
- 1978 — Осіння соната / Höstsonaten
- 1980 — З життя маріонеток / Aus Dem Leben Der Marionetten
- 1982 — Фанні та Олександр / Fanny Och Alexander
- 1984 — Після репетиції

### Фільми інших режисерів
- 1953 — Варавва / Альф Шеберг
- 1960 — Суддя / Альф Шеберг
- 1964 — Любовні пари / Май Сеттерлінг
- 1970 — Перше кохання / Erste Liebe — Максиміліан Шелл
- 1970 — Один день Івана Денисовича / One Day in the Life of Ivan Denisovich — Каспар Вреде
- 1972 — Сіддхартха / Siddhartha — Конрад Рукс
- 1975 — Викуп / The Ransom (Terrorists) — Каспар Вреде
- 1975 — Чорний місяць / Black Moon — Луї Малль
- 1976 — Мешканець / Le Locataire — Роман Полянський
- 1978 — Чарівна дитина / Pretty Baby — Луї Маль
- 1978 — Почати спочатку / Starting Over — Алан Пакула
- 1978 — Король циган / King of the Gypsies — Френк Пірсон
- 1980 — Віллі та Філ / Пол Мазурський
- 1981 — Листоноша завжди дзвонить двічі / The Postman Always Rings Twice — Боб Рафелсон
- 1983 — Зірка Плейбоя / Star 80 — Боб Фосс
- 1983 — Трагедія Кармен / Пітер Брук
- 1984 — Любов Свана / Un Amour De Swann — Фолькер Шльондорф
- 1985 — Агнець Божий / Agnes Of God — Норман Джуїсон
- 1986 — Коханець зі снів / Dream Lover — Алан Пакула
- 1986 — Жертвопринесення / Offret — Андрій Тарковський
- 1988 — Нестерпна легкість буття / The Unbearable Lightness Of Being — Філіп Кауфман
- 1988 — Інша жінка / Another Woman — Вуді Аллен
- 1989 — Нью-йоркські історії / New York Stories — Вуді Аллен
- 1989 — Злочини і провина / Crimes And Misdemeanors — Вуді Аллен
- 1991 — Бик / Oxen — Свен Нюквіст
- 1992 — Чаплін / Chaplin — Річард Аттенборо
- 1993 — Несплячі в Сієтлі / Sleepless in Seattle — Нора Ефрон
- 1993 — Що гнітить Гілберта Грейпа / What's Eating Gilbert Grape — Лассе Халльстрем
- 1994 — Тільки ти / Only You — Норман Джуїсон
- 1994 — З почестями / With Honors — Алек Кешишян
- 1995 — Крістіна, донька Лавранса / Лів Ульман
- 1998 — Знаменитість / Celebrity — Вуді Аллен
- 1999 — Новорічна історія / Пітер Єйтс

## Книги
- Vördnad för ljuset (1997, пер. на ісп, пол., чеськ.)

## Визнання та нагороди
Член Американської кіноакадемії (перший з європейських кінооператорів). Член журі Каннського МКФ (1990). Йому присвячений документальний фільм Мій супутник світло (2000), який зняв його син, сценарист і кінорежисер Карл-Густав Нюквіст. Режисер Андрій Тарковський говорив, що про такого оператора, як Свен Нюквіст, він мріяв усе життя. На фільмах Бергмана, які знімав Нюквіст, вчилося не одне покоління молодих кінематографістів ВДІКу.